# Malavath Purna
Malavath Purna o Poorna (Pakala, 10 giugno 2000) è un'alpinista indiana.
Il 25 maggio 2014, all'età di 13 anni, Poorna divenne la più giovane donna al mondo a raggiungere la vetta dell'Everest.

## Biografia
Poorna è nata nel villaggio di Pakala, nello stato di Telangana.
Ha fatto i suoi studi al Telangana Social Welfare Residential Educational Institutions Society dove il suo talento è stato notato dal segretario della Società, Praveen Kumar.

## Scalata dell'Everest

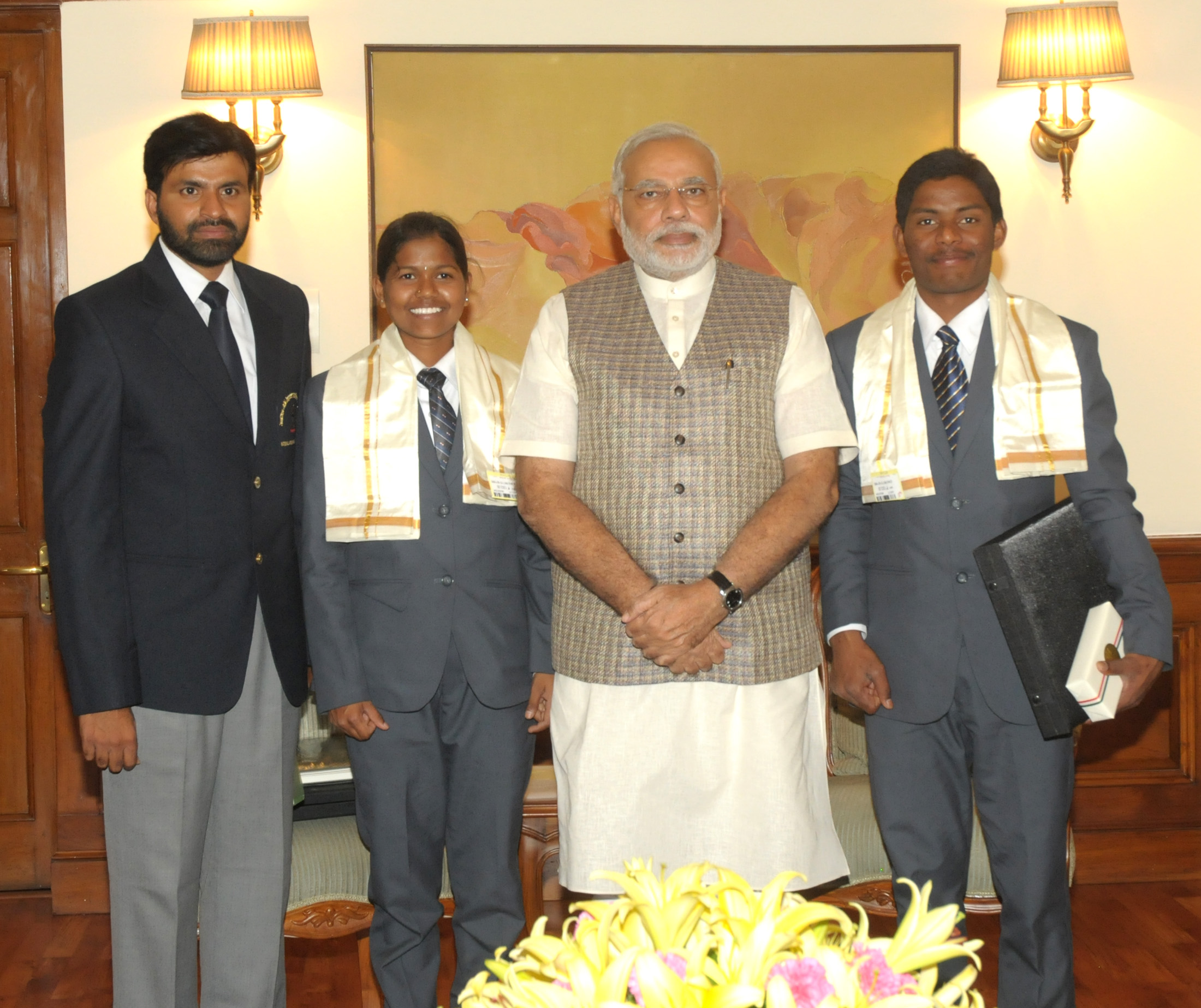
Poorna Malavath e Anand Kumar, insieme al Primo ministro Narendra Modi a New Delhi il 6 giugno 2014

È stata selezionata per l'operazione Everest insieme a Sadhanapalli Anand Kumar. Come preparazione per scalare l'Everest è arrivata in cima alle montagne del Ladakh e Darjeeling.
Il 25 maggio 2014, Poorna ha scalato la vetta più alta del Monte Everest diventando in questo modo, all'età di 13 anni e 11 mesi, la più giovane persona dell'India e la ragazza più giovane del mondo ad aver raggiunto la vetta. La persona più giovane, maschio, a conquistare il Monte Everest è Jordan Romero, che ha raggiunto la vetta il 22 maggio 2010 all'età di 13 anni e 10 mesi Malavath era accompagnata da Sandhanapalli Anand Kumar di Khammam.
In seguito all'impresa, è stata ricevuta - insieme al compagno di squadra, l'alpinista Anand Kumar e all'allenatore Shekhar Babu - dal Primo ministro indiano Narendra Modi a New Delhi il 6 giugno del 2014.
Il 27 luglio 2017 Malavath Purna ha scalato il monte Elbrus, la vetta più alta della Russia e dell'Europa. Dopo aver raggiunto la cima di Elbrus, ha dispiegato un tricolore indiano lungo 50 piedi cantando l'inno nazionale indiano

## Cultura di massa
Nel 2017 è stato pubblicato Poorna: Courage Has No Limit, un film basato sulla storia della sua vita diretto da Rahul Bose.